# Division II i fotboll 1941/1942
Division II i fotboll 1941/1942 bestod av fyra serier med 10 lag i varje serie. Det var då Sveriges näst högsta division. Varje serievinnare gick till kvalspel för att eventuellt flyttas upp till Allsvenskan och de två sämsta degraderades till Division III. Det gavs 2 poäng för vinst, 1 poäng för oavgjort och 0 poäng för förlust.

## Serier

### Norra
| Nr | Lag             | S  | V  | O | F  | GM | IM | MS  | P  |
| -- | --------------- | -- | -- | - | -- | -- | -- | --- | -- |
| 1  | IK Brage (N)    | 18 | 10 | 4 | 4  | 49 | 22 | +27 | 24 |
| 2  | Hammarby IF     | 18 | 9  | 6 | 3  | 55 | 35 | +20 | 24 |
| 3  | Sandvikens AIK  | 18 | 10 | 2 | 6  | 39 | 25 | +14 | 22 |
| 4  | Hofors AIF      | 18 | 7  | 4 | 7  | 31 | 37 | −6  | 18 |
| 5  | Djurgårdens IF  | 18 | 6  | 4 | 8  | 27 | 26 | +1  | 16 |
| 6  | Ludvika FFI     | 18 | 7  | 2 | 9  | 39 | 44 | −5  | 16 |
| 7  | Sundbybergs IK  | 18 | 4  | 7 | 7  | 30 | 38 | −8  | 15 |
| 8  | Gefle IF        | 18 | 4  | 7 | 7  | 33 | 43 | −10 | 15 |
| 9  | Ljusne AIK (U)  | 18 | 6  | 3 | 9  | 42 | 57 | −15 | 15 |
| 10 | IFK Lidingö (U) | 18 | 7  | 1 | 10 | 32 | 50 | −18 | 15 |

IK Brage gick vidare till kvalspel till Allsvenskan och Ljusne AIK och IFK Lidingö flyttades ner till division III. De ersattes av Reymersholms IK från Allsvenskan och från division III kom Hagalunds IS.

### Östra
| Nr | Lag               | S  | V  | O | F  | GM | IM | MS  | P  |
| -- | ----------------- | -- | -- | - | -- | -- | -- | --- | -- |
| 1  | IFK Eskilstuna    | 18 | 12 | 4 | 2  | 46 | 22 | +24 | 28 |
| 2  | Surahammars IF    | 18 | 10 | 3 | 5  | 31 | 23 | +8  | 23 |
| 3  | IK Sleipner (N)   | 18 | 9  | 4 | 5  | 38 | 24 | +14 | 22 |
| 4  | Örebro SK         | 18 | 9  | 3 | 6  | 35 | 30 | +5  | 21 |
| 5  | Hallstahammars SK | 18 | 8  | 3 | 7  | 28 | 28 | 0   | 19 |
| 6  | Finspångs AIK     | 18 | 7  | 4 | 7  | 37 | 43 | −6  | 18 |
| 7  | IFK Västerås      | 18 | 4  | 7 | 7  | 28 | 29 | −1  | 15 |
| 8  | Åtvidabergs FF    | 18 | 5  | 5 | 8  | 30 | 33 | −3  | 15 |
| 9  | IK City (U)       | 18 | 5  | 5 | 8  | 23 | 29 | −6  | 15 |
| 10 | Mjölby AIF        | 18 | 2  | 0 | 16 | 17 | 52 | −35 | 4  |

IFK Eskilstuna gick vidare till kvalspel till Allsvenskan och IK City och Mjölby AIF flyttades ner till division III. De ersattes av Avesta AIK, IF Verdandi och Nyköpings AIK från division III.

### Västra
| Nr | Lag               | S  | V  | O | F  | GM | IM | MS  | P  |
| -- | ----------------- | -- | -- | - | -- | -- | -- | --- | -- |
| 1  | Lundby IF         | 18 | 13 | 3 | 2  | 60 | 20 | +40 | 29 |
| 2  | Tidaholms GIF     | 18 | 12 | 2 | 4  | 50 | 35 | +15 | 26 |
| 3  | Örgryte IS        | 18 | 7  | 7 | 4  | 36 | 28 | +8  | 21 |
| 4  | Karlskoga IF      | 18 | 7  | 5 | 6  | 33 | 24 | +9  | 19 |
| 5  | Billingsfors IK   | 18 | 9  | 1 | 8  | 40 | 36 | +4  | 19 |
| 6  | Skogens IF (U)    | 18 | 7  | 3 | 8  | 40 | 50 | −10 | 17 |
| 7  | Waggeryds IK (U)  | 18 | 5  | 6 | 7  | 43 | 52 | −9  | 16 |
| 8  | Deje IK           | 18 | 5  | 3 | 10 | 30 | 45 | −15 | 13 |
| 9  | Karlstads BIK (U) | 18 | 4  | 3 | 11 | 33 | 50 | −17 | 11 |
| 10 | Skara IF          | 18 | 3  | 3 | 12 | 22 | 47 | −25 | 9  |

Lundby IF gick vidare till kvalspel till Allsvenskan och Karlstads BIK och Skara IF flyttades ner till division III. Från division III kom IFK Uddevalla och IFK Trollhättan.

### Södra
| Nr | Lag                | S  | V  | O | F  | GM | IM | MS  | P  |
| -- | ------------------ | -- | -- | - | -- | -- | -- | --- | -- |
| 1  | Halmstads BK       | 18 | 13 | 1 | 4  | 55 | 20 | +35 | 27 |
| 2  | IS Halmia          | 18 | 12 | 1 | 5  | 46 | 23 | +23 | 25 |
| 3  | Höganäs BK         | 18 | 9  | 2 | 7  | 38 | 33 | +5  | 20 |
| 4  | Nybro IF (U)       | 18 | 9  | 1 | 8  | 39 | 37 | +2  | 19 |
| 5  | BK Landora         | 18 | 7  | 2 | 9  | 42 | 42 | 0   | 16 |
| 6  | Olofströms IF      | 18 | 7  | 2 | 9  | 32 | 41 | −9  | 16 |
| 7  | IFK Trelleborg (U) | 18 | 7  | 2 | 9  | 31 | 44 | −13 | 16 |
| 8  | IFK Malmö          | 18 | 6  | 3 | 9  | 32 | 50 | −18 | 15 |
| 9  | Kalmar AIK         | 18 | 6  | 2 | 10 | 38 | 51 | −13 | 14 |
| 10 | IFK Kristianstad   | 18 | 5  | 2 | 11 | 31 | 43 | −12 | 12 |

Halmstads BK gick vidare till kvalspel till Allsvenskan och Kalmar AIK och IFK Kristianstad flyttades ner till division III. De ersattes av Landskrona BoIS från Allsvenskan och från division III kom Varbergs BoIS och Bromölla IF.

## Kvalspel till Allsvenskan
| Lag 1     | Totalt        | Lag 2          | Möte 1 | Möte 2 |
| IK Brage  | 4–4 (PO: 0–2) | IFK Eskilstuna | 4–1    | 0–3    |
| Lundby IF | 2–3           | Halmstads BK   | 1–1    | 1–2    |

Den tredje matchen mellan IK Brage och IFK Eskilstuna spelades eftersom bortamålsregeln inte användes vid denna tid. Matchen spelades på neutral plan i Solna landskommun. IFK Eskilstuna och Halmstads BK till Allsvenskan 1942/43. IK Brage och Lundby IF fick fortsätta spela i division II.